# Neolophonotus zogreus
Neolophonotus zogreus là một loài ruồi trong họ Asilidae. Neolophonotus zogreus được Londt miêu tả năm 1986. Loài này phân bố ở vùng nhiệt đới châu Phi.